# Djurgårdens IF Fotboll 1988
Djurgårdens IF herrfotboll, säsongen 1988. Deltog i följande mästerskap: Allsvenskan och Svenska cupen.
Den allsvenska nykomlingen Djurgården placerade sig på tredje plats i Allsvenskan, och fick därmed spela SM-slutspel där laget nådde final men förlorade dubbelmötet mot Malmö FF med totalt 3–7 efter 0–0 hemma och 3–7 borta i returen. I Svenska Cupen 1988/89 tog sig Djurgården vidare efter vinteruppehållet för att i juni 1989 nå final men förlorade mot Malmö FF. Därmed hade Djurgården förlorat två finaler på drygt ett halvår mot Malmö FF.  
Efter 12 år med Adidas som tröjleverantör blev det här den första av två säsonger med tröjor från Nike innan man återgick till Adidas igen.  

## Truppen

### Ledare
| Nat     | Tränare         | Position             | Ålder                   | I DIF sedan                                 | Kom från             |
| ------- | --------------- | -------------------- | ----------------------- | ------------------------------------------- | -------------------- |
| Sverige | Tommy Söderberg | Huvudtränare         | 19 augusti 1948 (39 år) | 1986                                        | IF Brommapojkarna    |
| Sverige | Benny Persson   | Assisterande tränare | 16 juli 1955 (32 år)    | 1983                                        | Djurgårdens Juniorer |
| Sverige | Björn Alkeby    | Målvaktstränare      | 17 juli 1952 (35 år)    | 1971-1982 (som spelare), 1983 (som tränare) | Djurgårdens IF       |
| Sverige | Göran Aral      | Lagledare/tränare    | 3 juli 1953 (34 år)     | 1987                                        |                      |
| Sverige | Kjell Lundkvist | Lagledare            |                         | 1984                                        |                      |
| Sverige | Mats Jansson    | Administratör        | 13 mars 1957 (31 år)    |                                             | Djurgårdens juniorer |
| Sverige | Björn Engström  | Läkare               |                         | 1986                                        |                      |
| Sverige | Björn Odö       | Massör               | 23 mars 1954 (34 år)    | 1988                                        | Huddinge IF          |
| Sverige | Stig Annerhög   | Materialförvaltare   |                         | 1968, 1976 (som materialförvaltare)         |                      |
| Sverige | Torbjörn Waax   | Materialförvaltare   |                         |                                             |                      |

### Spelare
| Nr | Nat     | Spelare           | Position    | Ålder                     | Längd  | Vikt  | I DIF sedan     | Kom från             | Moderklubb        |
| -- | ------- | ----------------- | ----------- | ------------------------- | ------ | ----- | --------------- | -------------------- | ----------------- |
| 1  | Sverige | Joacim Sjöström   | Målvakt     | 31 augusti 1964 (23 år)   | 192 cm | 88 kg | 1983            | Djurgårdens juniorer | Gustavsbergs IF   |
| 15 | Sverige | Anders Almgren    | Målvakt     | 27 december 1968 (19 år)  | 186 cm | 81 kg | 1987            | Djurgårdens juniorer | Djurgårdens IF    |
| 6  | Sverige | Leif Nilsson      | Back        | 10 juli 1963 (24 år)      | 185 cm | 75 kg | 1983            | Hudiksvalls ABK      | Hudiksvalls ABK   |
| 11 | Sverige | Glenn Schiller    | Back        | 28 mars 1960 (28 år)      | 178 cm | 75 kg | 1986            | IFK Göteborg         | IFK Göteborg      |
| 14 | Sverige | Vito Knezevic     | Back        | 25 januari 1956 (32 år)   | 179 cm | 70 kg | 1977            | Norrby IF            | Norrby IF         |
| 22 | Sverige | Stephan Kullberg  | Back        | 10 januari 1959 (29 år)   | 180 cm | 74 kg | 1986            | IFK Göteborg         | Mönsterås GoIF    |
|    | Sverige | Patrik Eklöf      | Back        | 1 maj 1969 (18 år)        | 175 cm | 75 kg | 1986            | Djurgårdens juniorer | Djurgårdens IF    |
|    | Sverige | Peter Lundberg    | Back        | 25 mars 1968 (20 år)      | 187 cm | 83 kg | 1987            | Djurgårdens juniorer | Djurgårdens IF    |
|    | Sverige | Lars Lundborg     | Back        | 28 september 1963 (24 år) | 182 cm | 80 kg | 1988 (och 1984) | Tyresö FF            | Djurgårdens IF    |
|    | Sverige | Jonas Claesson    | Back        | 29 juli 1967 (20 år)      | 177 cm | 69 kg | 1988            | Spånga IS            | Nyköpings BIS     |
|    | Sverige | Kenneth Bergqvist | Back        | 2 september 1968 (19 år)  | 189 cm | 75 kg | 1988            | Djurgårdens juniorer | Spånga IS         |
| 5  | Sverige | Stefan Rehn       | Mittfältare | 22 september 1966 (21 år) | 178 cm | 72 kg | 1984            | Sundbybergs IK       | Sundbybergs IK    |
|    | Sverige | Jens Fjellström   | Mittfältare | 27 oktober 1966 (21 år)   | 180 cm | 73 kg | 1988            | Gimonäs CK           | Gimonäs CK        |
|    | Norge   | Kjetil Osvold     | Mittfältare | 5 juni 1961 (26 år)       |        |       | 1988            | Nottingham Forest FC | Aalesunds FK      |
|    | Sverige | Peter Mörk        | Mittfältare | 27 januari 1969 (19 år)   | 170 cm | 68 kg | 1987            | Djurgårdens juniorer | Djurgårdens IF    |
|    | Sverige | Krister Nordin    | Mittfältare | 25 februari 1968 (20 år)  | 185 cm | 80 kg | 1987            | Djurgårdens juniorer | Råsunda IS        |
|    | Sverige | Lars Åstrand      | Mittfältare | 26 maj 1965 (22 år)       | 182 cm | 80 kg | 1987            | Enskede IK           | Enskede IK        |
| 20 | Sverige | Glenn Myrthil     | Anfallare   | 2 augusti 1964 (23 år)    | 180 cm | 75 kg | 1984            | Bromstens IK         | Bromstens IK      |
|    | Sverige | Peter Skoog       | Anfallare   | 11 februari 1965 (23 år)  | 182 cm | 72 kg | 1987            | Sundbybergs IK       | Skå IK            |
|    | England | Steve Galloway    | Anfallare   | 13 februari 1963 (25 år)  | 185 cm | 83 kg | 1988            | IK Teg               | Dulwich Halmet FC |
| 12 | Sverige | Thomas Johansson  | Anfallare   | 13 september 1966 (21 år) | 182 cm | 74 kg | 1988            | Spårvägens IF        | Gimo IF           |
|    | Sverige | Thomas Tagesson   | ?           | 26 januari 1968 (20 år)   | 170 cm | 73 kg | 1988            | Djurgårdens juniorer | Vallentuna BK     |

## Matcher

### Allsvenskan
Djurgården slutade trea i serien. Tabellrad: 22 9 9 4 38–22 (+16) 27
| Omgång | Datum      | Motståndare        | H/B | Resultat | Målskyttar                                                             | Domare                        | Publik | Arena              | Position |
| ------ | ---------- | ------------------ | --- | -------- | ---------------------------------------------------------------------- | ----------------------------- | ------ | ------------------ | -------- |
| 1      | 10 april   | Västra Frölunda IF | H   | 4-2      | Myrthil (2) 11' 78', Galloway (2) 24', 56'                             | Christer Drottz, Alingsås     | 3.996  | Stockholms Stadion | 2        |
| 2      | 18 april   | Örgryte IS         | B   | 0-1      |                                                                        | Bo Persson                    | 3.185  | Gamla Ullevi       | 3        |
| 3      | 24 april   | Östers IF          | B   | 0-0      |                                                                        | Leif Sundell, Halmstad        | 2.891  | Värendsvallen      | 7        |
| 4      | 1 maj      | Hammarby IF FF     | H   | 2-0      | Galloway 20', Myrthil 87'                                              | Bo Helén, Uppsala             | 13.410 | Stockholms Stadion | 2        |
| 5      | 8 maj      | Malmö FF           | B   | 2-2      | Fjellström 13', Osvold 30'                                             | Erik Fredriksson, Tidaholm    | 7.528  | Malmö Stadion      | 4        |
| 6      | 15 maj     | Gais               | H   | 6-1      | Rehn (2) 18', 43', Schiller 31', Skoog 51', Kullberg 66', Galloway 78' | Sven-Erik Grönlund, Kvissleby | 6.126  | Stockholms Stadion | 3        |
| 7      | 19 maj     | IFK Norrköping     | H   | 0-3      |                                                                        | Lars Carlsson, Köping         | 6.485  | Stockholms Stadion | 4        |
| 8      | 29 maj     | IK Brage           | B   | 1-1      | Osvold 54'                                                             | Ulf Eriksson, Sollefteå       | 4.561  | Domnarvsvallen     | 5        |
| 9      | 6 juni     | AIK FF             | B   | 0-0      |                                                                        | Ulf Eriksson, Sollefteå       | 16.869 | Råsunda            | 5        |
| 10     | 12 juni    | GIF Sundsvall      | H   | 4-2      | Galloway (2) 58', 79', Rehn 27', Myrthil 64'                           | Bo Helén, Uppsala             | 4.481  | Stockholms Stadion | 4        |
| 11     | 16 juni    | IFK Göteborg       | B   | 1-1      | Galloway 46'                                                           | Elon Ask, Malmö               | 5.121  | Gamla Ullevi       | 4        |
| 12     | 19 juni    | IFK Göteborg       | H   | 0-1      |                                                                        | Lars Carlsson, Köping         | 7.581  | Stockholms Stadion | 5        |
| 13     | 17 juli    | Västra Frölunda IF | B   | 3-0      | Skoog (2) 73', 76', Fjellström 30'                                     | Lars Carlsson, Köping         | 2.048  | Ruddalens IP       | 5        |
| 14     | 24 juli    | Örgryte IS         | H   | 1-1      | Nordin 2'                                                              | Sven-Erik Grönlund, Kvissleby | 2.727  | Söderstadion       | 5        |
| 15     | 2 augusti  | Östers IF          | H   | 2-2      | Rehn 44', Galloway 61'                                                 | Håkan Lundgren, Umeå          | 1.352  | Söderstadion       | 5        |
| 16     | 8 augusti  | Hammarby IF FF     | B   | 4-0      | Mörk (2) 46', 78', Rehn (2) 54', 73'                                   | Örjan Andersson, Köping       | 6.612  | Söderstadion       | 4        |
| 17     | 14 augusti | AIK FF             | H   | 0-0      |                                                                        | Erik Fredriksson, Tidaholm    | 11.063 | Råsunda            | 4        |
| 18     | 21 augusti | GIF Sundsvall      | B   | 2-0      | Rehn (2) 56', 82'                                                      | Christer Drottz, Alingsås     | 7.805  | Idrottsparken      | 3        |
| 19     | 24 augusti | Gais               | B   | 2-1      | Nordin 30', Galloway 61'                                               | Elon Ask, Malmö               | 5.750  | Gamla Ullevi       | 3        |
| 20     | 28 augusti | Malmö FF           | H   | 2-3      | Galloway 13', Myrthil 80'                                              | Ulf Eriksson, Sollefteå       | 7.543  | Stockholms Stadion | 3        |
| 21     | 9 oktober  | IK Brage           | H   | 0-0      |                                                                        | Christer Drottz, Alingsås     | 1.644  | Stockholms Stadion | 3        |
| 22     | 16 oktober | IFK Norrköping     | B   | 2-1      | Mörk 37', Osvold 54'                                                   | Stefan Winqvist, Arlöv        | 4.400  | Idrottsparken      | 3        |

### SM-slutspelet
| Omgång        | Datum       | Motståndare  | H/B | Resultat | Målskyttar                               | Publiksiffra | Domare                     | Arena              |
| ------------- | ----------- | ------------ | --- | -------- | ---------------------------------------- | ------------ | -------------------------- | ------------------ |
| Semifinal 1/2 | 20 oktober  | IFK Göteborg | H   | 2–0      | Galloway (2) 6', 41'                     | 6.342        | Bo Karlsson, Jönköping     | Stockholms Stadion |
| Semifinal 2/2 | 12 november | IFK Göteborg | B   | 0–1      |                                          | 5.615        | Håkan Lundgren, Umeå       | Ullevi             |
| Final 1/2     | 16 november | Malmö FF     | H   | 0–0      |                                          | 8.050        | Erik Fredriksson, Tidaholm | Råsunda            |
| Final 2/2     | 19 november | Malmö FF     | B   | 3–7      | Osvold 23', Fjellström 52', Galloway 83' | 8175         | Bo Helén, Uppsala          | Malmö Stadion      |

### Svenska cupen 1988/89
| Omgång         | Datum            | Motstånd        | H/B | Resultat           | DIF-målskyttar                                            | Publiksiffra | Arena   |
| -------------- | ---------------- | --------------- | --- | ------------------ | --------------------------------------------------------- | ------------ | ------- |
| 4              | 26 juni 1988     | Luleå FF/IFK    | B   | 2–2, Straffar: 4–2 | Fjellström, Rehn. Straffar: Eklöf, Nordin, Kullberg, Mörk | 970          | Okänt   |
| 5              | 27 juli 1988     | IFK Västerås    | B   | 1–1, 2–1 e.fl.     | Mörk (2) 15', 110'                                        | 412          | Okänt   |
| 6              | 11 augusti 1988  | Ifö/Bromölla IF | B   | 3–2                | Myrthil (2), Skoog                                        | 1.238        | Okänt   |
| Åttondelsfinal | 8 september 1988 | Älvsjö AIK      | B   | 3–2                | Galloway 60', Myrthil, Nordin 90'                         | 1.237        | Okänt   |
| Kvartsfinal    | 18 maj 1989      | Göteborgs FF    | H   | 4–0                | Claesson 50', Rehn 63', Myrthil 81', Nordin 87'           | 687          | Okänt   |
| Semifinal      | 8 juni 1989      | Gefle IF        | B   | 0–0, Straffar: 4–3 | Straffar: Mörk, Nordin, Karlström, Kullberg               | 2.886        | Okänt   |
| Final          | 29 juni 1989     | Malmö FF        | H   | 0–3                |                                                           | 7.526        | Råsunda |

### Träningsmatcher
| Datum               | Arena/Ort       | Motstånd      | Resultat | Tävling   | DIF-målskyttar | Publiksiffra |
| ------------------- | --------------- | ------------- | -------- | --------- | -------------- | ------------ |
| Lördag 24 september | Studenternas IP | GIF Sundsvall | ?        | OS-serien | ?              | ?            |

## Statistik
| Spelare           | Seriematcher (inkl SM-slutspel) | Mål |
| ----------------- | ------------------------------- | --- |
| Steve Galloway    | 26                              | 13  |
| Stefan Rehn       | 24                              | 8   |
| Glenn Myrthil     | 19                              | 5   |
| Kjetil Osvold     | 25                              | 4   |
| Peter Mörk        | 7                               | 3   |
| Peter Skoog       | 17                              | 3   |
| Jens Fjellström   | 26                              | 3   |
| Krister Nordin    | 25                              | 2   |
| Glenn Schiller    | 26                              | 1   |
| Stephan Kullberg  | 26                              | 1   |
| Leif Nilsson      | 26                              | 0   |
| Joacim Sjöström   | 22                              | 0   |
| Vito Knezevic     | 21                              | 0   |
| Lars Lundborg     | 6                               | 0   |
| Tomas Johansson   | 6                               | 0   |
| Anders Almgren    | 4                               | 0   |
| Patrik Eklöf      | 0                               | 0   |
| Peter Lundberg    | 0                               | 0   |
| Jonas Claesson    | 0                               | 0   |
| Kenneth Bergqvist | 0                               | 0   |
| Lars Åstrand      | 0                               | 0   |

## Truppförändringar

### Spelare/ledare in (urval)
| Namn              | Från                 | Position             |
| ----------------- | -------------------- | -------------------- |
| Benny Persson     | Bromstens IK         | Assisterande tränare |
| Jonas Claesson    | Spånga IS            | Back                 |
| Jens Fjellström   | Gimonäs CK           | Mittfältare          |
| Steve Galloway    | IK Teg               | Anfallare            |
| Thomas Johansson  | Spårvägens IF        | Anfallare            |
| Lars Lundborg     | Tyresö FF            | Back                 |
| Kenneth Bergqvist | Djurgårdens juniorer | Back                 |
| Kjetil Osvold     | Nottingham Forest FC | Mittfältare          |

### Spelare/ledare ut (urval)
| Nr | Namn              | Till  | Position    |
| -- | ----------------- | ----- | ----------- |
| 7  | Sören Börjesson   | Okänt | Mittfältare |
| 12 | Thomas Sunesson   | Okänt | Anfallare   |
| 8  | Svante Mjörne     | Okänt | Mittfältare |
| 16 | Stefan Hermansson | Okänt | Anfallare   |
| 3  | Kjell Granqvist   | Okänt | Back        |
| 13 | Roger Casslind    | Okänt | Back        |
|    | Kimmo Rohlin      | Okänt | Anfallare   |
|    | Johan Hansson     | Okänt | Okänt       |
|    | Lars Åstrand      | Okänt |             |

## Föreningen

### Spelartröjor
- Tillverkare: Nike
- Huvudsponsor: QC Business Card, Spola kröken
- Hemmatröja: Blårandig
- Spelarnamn: Nej